# Pierre Kalala Mukendi
Pierre Kalala Mukendi (Likasi, 22 de noviembre de 1939 -  Johannesburgo, 30 de junio de 2015) fue un entrenador y jugador de fútbol congoleño que jugaba en la demarcación de delantero.

## Biografía
Se formó como futbolista en el US Panda, desde 1958 hasta 1962, año en el que fichó por el TP Mazembe. Jugó en el club durante doce temporadas, haciéndose con la Linafoot en tres ocasiones y con la Copa de Congo en otras dos. A nivel internacional, ganó con el club la Liga de Campeones de la CAF en las ediciones de 1967 y 1968. Además se hizo también con la Copa Africana de Naciones en 1968. Finalmente en 1974 colgó las botas, y cuatro años después volvió a los terrenos de juego en el cargo de entrenador, dirigiendo durante dos años al club en el que se retiró, consiguiendo además la Recopa Africana 1980. Posteriormente entrenó a la Selección de fútbol de la República Democrática del Congo. Dirigió al combinado nacional en la Copa Africana de Naciones 1992 y en la Copa Africana de Naciones 1994, quedando eliminados en cuartos de final ambos años por Nigeria.
Falleció el 30 de junio de 2015 en Johannesburgo a los 75 años de edad.

## Selección nacional
Jugó un total de noventa partidos con la selección de fútbol de la República Democrática del Congo. Llegó a disputar la Copa Africana de Naciones 1965, donde quedó eliminado en la fase de grupos tras quedar último, quedando Ghana y Costa de Marfil por delante. Sin embargo, en la Copa Africana de Naciones 1968, tuvo mayor suerte, llegando a la final y ganando a Ghana con un resultado de 1-0, siendo Kalala el que marcó el gol de la victoria en el minuto 66.

## Clubes

### Como futbolista
| Club       | País                            | Año         | Partidos | Goles |
| ---------- | ------------------------------- | ----------- | -------- | ----- |
| TP Mazembe | República Democrática del Congo | 1962 - 1974 |          |       |

### Como entrenador
| Club                         | País  | Año         |
| ---------------------------- | ----- | ----------- |
| TP Mazembe                   | Zaire | 1979 - 1981 |
| Selección de fútbol de Zaire | Zaire | 1992 - 1993 |
| Selección de fútbol de Zaire | Zaire | 1994        |

## Palmarés

### Como futbolista

#### Campeonatos nacionales
| Título        | Club       | País                            | Año  |
| ------------- | ---------- | ------------------------------- | ---- |
| Linafoot      | TP Mazembe | República Democrática del Congo | 1966 |
| Linafoot      | TP Mazembe | República Democrática del Congo | 1967 |
| Linafoot      | TP Mazembe | República Democrática del Congo | 1969 |
| Copa de Congo | TP Mazembe | República Democrática del Congo | 1966 |
| Copa de Congo | TP Mazembe | República Democrática del Congo | 1967 |

#### Campeonatos internacionales
| Título                      | Club                                                      | País                            | Año  |
| --------------------------- | --------------------------------------------------------- | ------------------------------- | ---- |
| Liga de Campeones de la CAF | TP Mazembe                                                | República Democrática del Congo | 1967 |
| Liga de Campeones de la CAF | TP Mazembe                                                | República Democrática del Congo | 1968 |
| Copa Africana de Naciones   | Selección de fútbol de la República Democrática del Congo | República Democrática del Congo | 1968 |

### Como entrenador

#### Campeonatos internacionales
| Título               | Club       | País  | Año  |
| -------------------- | ---------- | ----- | ---- |
| Recopa Africana 1980 | TP Mazembe | Zaire | 1980 |